# Busset
 Busset  là một xã ở tỉnh Allier thuộc miền trung nước Pháp.